# Mattafix
Mattafix war ein britisches Produzenten-Duo, das 2003 in London von den Musikern Marlon Roudette und Preetesh Hirji gegründet wurde.

## Geschichte
Marlon Roudette wurde in London geboren, wuchs jedoch ab seinem sechsten Lebensjahr auf der karibischen Insel St. Vincent auf, Preetesh Hirjis Eltern stammen aus Indien, er wurde in London geboren und wuchs dort auf.
Roudette und Hirji haben sich in einem Aufnahmestudio kennengelernt. Neben Hip-Hop stammen weitere Einflüsse ihrer Musik aus Blues, Jazz, Reggae, Bhangra und Calypso. Der Projektname Mattafix stammt von einem auf St. Vincent gebräuchlichen Slangausdruck für "The matter has been fixed", der „das Problem hat sich gelöst“ bedeutet.
Der internationale Durchbruch gelang Mattafix gleich mit der Debütsingle Big City Life, die im Radioprogramm der BBC von den Radio-DJs Pete Tong, Zane Low und Jo Wiley promotet wurde. Im August 2005 erreichte sie Platz 15 der britischen Charts. Ende September 2005 wurde die Single auch in Deutschland veröffentlicht und erreichte am 20. Januar 2006 die Spitze der Charts.
Im Herbst 2005 erschien das Debütalbum der Band, Signs of a Struggle. 2006 wurde Mattafix für einen Amadeus Austrian Music Award nominiert. Außerdem erhielt Mattafix am 1. September 2006 auf dem internationalen Jazz-Festival in Sopot in der Waldoper den bernsteinernen Nachtigallpreis als Hauptgewinner.
2007 thematisierten sie den Darfur-Konflikt in der Single Living Darfur, deren Video in einem Flüchtlingslager im Tschad gedreht wurde.

## Diskografie

### Studioalben
| Jahr | Titel               | Höchstplatzierung, Gesamtwochen, AuszeichnungChartplatzierungen (Jahr, Titel, Platzierungen, Wochen, Auszeichnungen, Anmerkungen) | Höchstplatzierung, Gesamtwochen, AuszeichnungChartplatzierungen (Jahr, Titel, Platzierungen, Wochen, Auszeichnungen, Anmerkungen) | Höchstplatzierung, Gesamtwochen, AuszeichnungChartplatzierungen (Jahr, Titel, Platzierungen, Wochen, Auszeichnungen, Anmerkungen) | Anmerkungen                             |
| Jahr | Titel               | DE | AT | CH | Anmerkungen                             |
| ---- | ------------------- | --- | --- | --- | --------------------------------------- |
| 2005 | Signs of a Struggle | DE20 (16 Wo.)DE | AT10 (19 Wo.)AT | CH13 Gold · (23 Wo.)CH | Erstveröffentlichung: 31. Oktober 2005  |
| 2007 | Rhythm and Hymns    | DE40 (1 Wo.)DE | — | CH22 (19 Wo.)CH | Erstveröffentlichung: 19. November 2007 |

### Singles
| Jahr | Titel Album                            | Höchstplatzierung, Gesamtwochen, AuszeichnungChartplatzierungen (Jahr, Titel, Album, Platzierungen, Wochen, Auszeichnungen, Anmerkungen) | Höchstplatzierung, Gesamtwochen, AuszeichnungChartplatzierungen (Jahr, Titel, Album, Platzierungen, Wochen, Auszeichnungen, Anmerkungen) | Höchstplatzierung, Gesamtwochen, AuszeichnungChartplatzierungen (Jahr, Titel, Album, Platzierungen, Wochen, Auszeichnungen, Anmerkungen) | Höchstplatzierung, Gesamtwochen, AuszeichnungChartplatzierungen (Jahr, Titel, Album, Platzierungen, Wochen, Auszeichnungen, Anmerkungen) | Anmerkungen                                              |
| Jahr | Titel Album                            | DE | AT | CH | UK | Anmerkungen                                              |
| ---- | -------------------------------------- | --- | --- | --- | --- | -------------------------------------------------------- |
| 2005 | Big City Life Signs of a Struggle      | DE1 Platin · (35 Wo.)DE | AT1 Gold · (36 Wo.)AT | CH1 Platin · (50 Wo.)CH | UK15 (9 Wo.)UK | Erstveröffentlichung: 8. August 2005                     |
| 2005 | Passer By Signs of a Struggle          | — | — | — | UK79 (1 Wo.)UK | Erstveröffentlichung: 2005                               |
| 2006 | To & Fro Signs of a Struggle           | DE73 (8 Wo.)DE | — | CH56 (7 Wo.)CH | — | Erstveröffentlichung: 13. März 2006                      |
| 2006 | Cool Down The Pace Signs of a Struggle | DE82 (3 Wo.)DE | AT52 (2 Wo.)AT | CH63 (6 Wo.)CH | — | Erstveröffentlichung: 28. August 2006                    |
| 2007 | Living Darfur Rhythm and Hymns         | DE32 (11 Wo.)DE | AT21 (18 Wo.)AT | CH13 (29 Wo.)CH | — | Erstveröffentlichung: 7. September 2007                  |
| 2022 | Big City Life –                        | DE67 (8 Wo.)DE | AT19 Gold · (21 Wo.)AT | — | UK8 Platin · (23 Wo.)UK | Erstveröffentlichung: 17. Juni 2022 Luude feat. Mattafix |

Weitere Singles
- 2005: 11:30 (Dirtiest Trick in Town)
- 2008: Things Have Changed

## Auszeichnungen für Musikverkäufe
| Goldene Schallplatte - Italien - 2017: für die Single Big City Life - Neuseeland - 2005: für die Single Big City Life Platin-Schallplatte - Australien - 2023: für die Single Big City Life (mit Luude) | 2× Platin-Schallplatte - Neuseeland - 2023: für die Single Big City Life (mit Luude) |

Anmerkung: Auszeichnungen in Ländern aus den Charttabellen bzw. Chartboxen sind in ebendiesen zu finden.
| Land/RegionAuszeichnungen für Musikverkäufe (Land/Region, Auszeichnungen, Verkäufe, Quellen) | Gold     | Platin     | Verkäufe | Quellen                   |
| -------------------------------------------------------------------------------------------- | -------- | ---------- | -------- | ------------------------- |
| Australien (ARIA)                                                                            | —        | Platin1    | 70.000   | aria.com.au               |
| Deutschland (BVMI)                                                                           | —        | Platin1    | 300.000  | musikindustrie.de         |
| Italien (FIMI)                                                                               | Gold1    | —          | 25.000   | fimi.it                   |
| Neuseeland (RMNZ)                                                                            | Gold1    | 2× Platin2 | 65.000   | aotearoamusiccharts.co.nz |
| Österreich (IFPI)                                                                            | 2× Gold2 | —          | 30.000   | ifpi.at                   |
| Schweiz (IFPI)                                                                               | Gold1    | Platin1    | 45.000   | hitparade.ch              |
| Vereinigtes Königreich (BPI)                                                                 | —        | Platin1    | 600.000  | bpi.co.uk                 |
| Insgesamt                                                                                    | 5× Gold5 | 6× Platin6 |          |                           |